# 잭 밴스
존 홀브룩 밴스(John Holbrook Vance, 1916년 8월 28일 ~ 2013년 5월 26일)는 흔히 미국의 환상소설 및 과학소설 작가로 잘 알려져 있다. 그의 작품 대부분은 잭 밴스(Jack Vance)라는 이름으로 출판되었다. 밴스는 존 홀브룩 밴스라는 이름으로 11편, 엘러리 퀸으로 3편의 미스터리 소설을 출판했다. 그는 그 외의 필명으로 앨런 웨이드, 존 밴 시, 제이 케이번시 등을 사용했다.
1916년 캘리포니아 샌프란시스코에서 태어났으며, 1942년 캘리포니아 대학교 버클리를 졸업했다. 1946년에는 Norma Ingold와 만나 혼인하였다.
그의 수상경력은 다음과 같다. The Dragon Masters로 1963년 휴고상 수상, The Last Castle로 1967년 휴고상, 1966년 네뷸러상 수상, 1975년 주피터상 수상, 1984년 세계환상문학상 평생공로상 및 1990년 Lyonesse: Madouc으로 세계환상문학상 수상, The Man in the Cage로 1961년 (미스터리 소설계의 네뷸러상에 해당하는) 에드거상 수상, 1992년 플로리다 올랜도에서 열린 WorldCon에서는 주빈으로 초청받았으며, 1996년에는 SFWA 그랜드 매스터로 추대되었다.
그는 평론가와 동료 작가들 사이에서 상당히 높은 평가를 받고 있으며, 그들 가운데서는 밴스가 장르의 경계를 초월하여 주류문학의 기준으로도 상당히 중요한 작가로 평가받아야 한다고 생각하는 사람도 있을 정도다. 예를 들어, 폴 앤더슨은 밴스를 일컬어 과학소설계에서 가장 중요한 ("과학소설가"가 아닌) 작가라고 한 적이 있다.